# Waldemar Christofer Brøgger (écrivain)
Pour les articles homonymes, voir Waldemar Christofer Brøgger et Brøgger.
Waldemar Christofer Brøgger (5 décembre 1911 – 14 août 1991) est un écrivain norvégien. Il a signé des romans sous les pseudonymes de Carsten Frogner et Peter Valentin.

## Biographie
Il est le fils de l'archéologue Anton Wilhelm Brøgger et d'Inger Ursin, le frère de l'écrivain Niels Christian Brøgger, le petit-fils du géologue Waldemar Christofer Brøgger et l'arrière petit-fils de l'imprimeur Anton Wilhelm Brøgger.
Lors de la Seconde Guerre mondiale, il est résistant pendant la campagne de Norvège et l'occupation de la Norvège par le Troisième Reich.
Il est l'auteur d'une traduction en norvégien des Mille et Une Nuits. Il a écrit le roman Inom tolv timmar adapté au cinéma par Ingmar Bergman sous le titre Cela ne se produirait pas ici.